# 松岡莉子
松岡 莉子（まつおか りこ）は、日本のハープ奏者。大阪府豊中市出身。

## 来歴
主に34弦のアイリッシュハープを演奏する。3歳でピアノ、14歳でハープをはじめる。関西大学第一高等学校、関西大学社会学部を経て社会人となり、のちにイギリスハープ協会（Clarsach Society）の奨学生に選ばれ、英国王立スコットランド音楽院（RCS（英語））へ進む（2016年）。同学のスコットランド伝統音楽学科修士課程を2019年に修了。
エディンバラ国際ハープフェスティバル（en）や「ケルティック・コネクション」に出演のためスコットランドをたびたび訪れる。2021年には林そよか作曲《アイリッシュハープ協奏曲「Voyage of 34 Strings」》を藤岡幸夫指揮、関西フィルハーモニー管弦楽団とともに初演し、2022年にテレビ東京「エンター・ザ・ミュージック」で放映される。
これまでグランドハープを宇野友基子に、スコティッシュハープをジェシカ・バートンはじめレイチェル・ヘア、コリーナ・ヒーワット、カトリオーナ・マッカイの指導を受けた。「あんたがたどこさ」を始め日本の童謡とスコットランドのハープ楽曲を融合させた作品を手がけ演奏している。
活動の本拠地を日本とアメリカに置き、メジャーデビューは2022年（令和4年）、アルバム『Celtic Breeze』（キングレコード）を発表。

## メディア出演
- 題名のない音楽会（2020年7月25日、テレビ朝日）[12]
- エンター・ザ・ミュージック（2022年10月22日、テレビ東京）[6]
- リサイタル・パッシオ（2024年2月、NHKラジオ）[13]。

## ディスコグラフィ
- 『New Beginnings』（2020年3月3日、自費出版）
  - クラウドファンディングで出版費用を募り[14]、スコットランドで9曲を録音[15]。スコットランドと日本の伝統音楽に加えてオリジナル曲を収めた。演奏者はAnkna Arockiam、Samrat Majumder、Conor Murray、Micheal Murray、Jocelyn Pettit、Charlie Stewart。
- 松岡莉子『Celtic breeze』（CD）King Records、2022年7月。KICC-1599。「ケルティックハープ。2022年2月、キング関口台スタジオ第2スタジオ（収録）」42分42秒。

## 受賞歴
- 2018年　「マーガレット王女記念ケルティックハープ・コンクール」優勝
  - 英国スコットランドで開かれたケルティックハープのコンクール。（The Princess Margaret of the Isles Memorial Prize for Senior Clàr）[16][8]